# Afoninia
Afoninia, monotipski rod mahovnjača (Bryophyta) opisan 2015. godine. jedina vrsta je A. dahurica iz Transbajkalske regije istočnog Sibira. Biljka je poznata iz nekoliko obližnjih lokaliteta u kseričnom području Dahurije, raste na tlu u blizini litica.